# Metody objawowo-termiczne

Badanie szyjki macicy

W zakresie metod objawowo-termicznych planowania ciąży wyróżnia się:
- metoda Rötzera,
- Kippleyów,
- angielską,
- Kramarek (opracowanie polskie).

Istnieje cały szereg metod (odmian) naturalnego planowania rodziny (NPR), które wykorzystują pomiary podstawowej temperatury ciała (PTC), obserwację objawu śluzu i kalkulację, a niektóre z nich samoobserwację szyjki macicy. Poszczególne odmiany tej metody, w zależności od autora i kraju, różnią się sposobem prowadzenia kart obserwacji cyklu, innymi liniami pomocniczymi i stosunkowo mało istotnymi różnicami w sformułowaniach kryteriów rozpoznawania faz płodności i niepłodności cyklu. Wielość metod stwarza pewne trudności ich użytkownikom i nie jest możliwe ich całościowe omówienie. Okres niepłodności poowulacyjnej, według Flynn, rozpoczyna się 3 dnia wieczorem podwyższonej podstawowej temperatury ciała (trzecia temperatura po skoku powinna być o co najmniej 0,2 °C wyższa od najwyższej z sześciu przedwzrostowych temperatur, jeśli trzecia wyższa temperatura tego warunku nie spełnia, należy poczekać na czwartą - wystarczy, że będzie się znajdować nad linią pokrywającą) lub 3 dnia wieczorem po szczycie objawu śluzu bądź/i szyjki macicy; przy tym rozstrzyga objaw późniejszy.
Według metody J. Rötzera okres niepłodności poowulacyjnej rozpoczyna się 3. dnia fazy podwyższonej temperatury, liczonej po dniu szczytu objawu śluzu, przy tym trzecia jej wartość powinna być, co najmniej o 0,2 °C wyższa od najwyższej podstawowej temperatury ciała podczas sześciu dni poprzedzających.
Okres niepłodności przedowulacyjnej, według Flynn, rozpoznaje się od pierwszego dnia cyklu (pod warunkiem, że poprzedni cykl był cyklem dwufazowym), a ostatni jego dzień wylicza się, odejmując liczbę 20 od czasu trwania najkrótszego spośród ostatnich 12 cykli dwufazowych. Jeżeli natomiast mamy obserwacje z 6-12 cykli dwufazowych wówczas od najkrótszego z nich odejmujemy liczbę 21. Od 4 do 6 obserwowanego cyklu można uznać 5 pierwszych dni cyklu jako dni niepłodne, pod warunkiem, że żaden z dotychczasowych cykli nie był krótszy niż 26 dni. Reguła obowiązuje pod warunkiem, że wcześniej nie pojawił się objaw śluzu.
Dla ustalania okresu niepłodności przedowulacyjnej J. Rötzer preferuje posługiwanie się zmodyfikowaną regułą Doeringa. Okres ten zaczyna się w pierwszym dniu cyklu (pod warunkiem, że poprzedni cykl był cyklem dwufazowym), a kończy się dnia poprzedzającego dzień wyznaczony przez odjęcie liczby 7 od najkrótszej fazy niskiej temperatury, spośród ostatnich 12 cykli dwufazowych, chyba że trwała ona krócej niż 13 dni, wówczas wystarczy odjąć liczbę 6. Reguła obowiązuje pod warunkiem, że wcześniej nie pojawił się objaw śluzu.
- Okołoowulacyjny okres płodności obejmuje czas pomiędzy okresami niepłodności:
  - przedowulacyjnej,
  - poowulacyjnej.

Bardziej arbitralne podejście do reguł naturalnego planowania rodziny mają Kippleyowie. Dają oni partnerom do wyboru kilka mniej lub bardziej restrykcyjnych kryteriów rozpoznawania faz płodności i niepłodności, podając jednocześnie zależną od tego ich różną efektywność. Sugerują wybór zależnie od ważności powodów odkładania poczęcia dziecka.

## Skuteczność
Przegląd systematyczny z 2007 roku wykazał, że przeciętna skuteczność metod objawowo-termicznych stosowanych 1 rok w celu zapobiegania ciąży wynosi 80-87%, natomiast skuteczność przy przestrzeganiu wszystkich jej zaleceń to 97-98%.

## Wady i zalety

### Zalety
W swojej publikacji z 1988 roku WHO wymienia następujące zalety NPR:
- stosowane dla zwiększenia i zmniejszenia szansy na zapłodnienie;
- brak fizycznych efektów ubocznych;
- wzrost samoświadomość i wiedzy o funkcjonowaniu ludzkiej płodności;
- zwiększenie zaufanie do siebie samego przez osobę stosującą NPR;
- możliwe jest stosowanie w przypadku nieregularnych cykli,
- zaangażowanie męża, współpraca, komunikacja i dzielenie odpowiedzialności małżeńskiej; dla niektórych kobiet jest to wadą[6]
- niezależność od innych procedur medycznych;
- nie wymaga medycznie wykwalifikowanego personelu;

### Wady
- okres nauki wymaganej do stosowania NPR trwa do 6 miesięcy[7][8];
- NPR musi być nauczane przez kwalifikowanych pracowników[5];
- brak zabezpieczenia przed chorobami wenerycznymi[7];
- jeśli partner kobiety z nią nie współpracuje, metoda objawowo-termiczna w ogóle może nie być skuteczna[9],
- możliwość błędnego określenia płodności na podstawie objawów fizjologicznych (zwłaszcza konsystencji śluzu)[10];
- możliwość zaburzenia objawów płodności na skutek takich czynników jak np. stres, choroba, zmiana klimatu, przemęczenie, spożycie alkoholu, sen o nietypowej długości itp. co utrudnia ustalenie przebiegu cyklu i wydłuża okres wstrzemięźliwości, a w przypadku stresującego trybu życia, wykonywania pracy zmianowej, zaburzeń senności oraz w przypadku kobiet posiadających z natury nieregularne długości cyklu przeważnie metody NPR nie pozwalają na ustalenie pewnych niepłodnych dni cyklu[11];
- trudność w zaakceptowaniu stylu życia zgodnego z NPR, głównie abstynencji seksualnej koniecznej, w zależności od metody, przez 8-18 dni cyklu (według 27% mężczyzn i 8% kobiet jest to najważniejsza trudność podczas stosowaniu NPR[12]);
- stosujący muszą codziennie przeprowadzać obserwacje i zapisywać objawy związane ze zmianami śluzu, szyjki, temperatury[5];
- utrudnieniem może być również sytuacja życiowa (np. nałogi, praca, choroba, konflikty małżeńskie, sprzeciw współmałżonka)[13];
- może ograniczać satysfakcję z życia seksualnego ponieważ wyklucza współżycie w okresie największego pobudzenia seksualnego kobiet następującego w czasie dni płodnych[14] oraz ogranicza spontaniczność życia seksualnego[11],